# CD Video
Эта статья о CD Video, гибридном аналого-цифровом формате. Не следует путать с более успешным цифровым форматом Video CD (VCD).
CD Video (англ.  Compact Disc Video — Компакт-диск видео) (известен также как CDV, CD-V или CD+V) формат был введен в 1987 году как гибрид технологий «CD» и LaserDisc.
CD-V диски были такого же размера, как и стандартные 12-см аудио-компакт-диски, и содержали до 20 минут звуковой информации, которая могла быть воспроизведена на любом CD-плеере. Также на диске содержалось до 5 минут аналоговой видеоинформации с цифровым звуком CD-качества, которая могла быть воспроизведена на новых лазердиск-проигрывателях, совместимых с CD-V.
CD Video диски имеют отличительный золотистый цвет, в отличие от обычных серебристых аудио-компакт-дисков. Этой особенностью позже отличался и голографический диск HVD, более совершенный формат. Также выпускались полноразмерные LaserDisc с цифровым звуком, которые носили название CD Video.
Несмотря на то, что формат базировался на формате Компакт-диск, CD Video никогда не был занесён в перечень стандартов CD дисков, определяющих их использование Rainbow Books.
Также была реализована аналогичная версия CD Video, называемая Video Single Disc (VSD). Всю полезную площадь занимала аналоговая видеозапись и отсутствовала звуковая запись стандарта Red Book.
Логотип «CD Video» также наносился на полноразмерные 30-см лазер-диски, которые содержали подборку музыкальных видеоклипов и не содержали звуковых треков стандарта Red Book.
Один из первых лазердиск-проигрывателей, который мог воспроизводить CD-V диски, был Pioneer CLD-1010, выпущенный в 1987 году.
CD Video был рассчитан на подростков, тех кто смотрит музыкальные видеоклипы на MTV. Но не многие из них были знакомы с лазер-дисками, и далеко не все имели совместимые проигрыватели. Покупка нового дорогого плеера только для воспроизведения видеоклипов была недоступна подросткам, к тому же проигрыватель не обладал возможностью воспроизводить видеокассеты.
Формат CD Video просуществовал на рынке всего несколько лет, начал исчезать уже в 1991 году, и стал историей с появлением полностью цифрового, основанного на технологии MPEG-компрессии, формате Video CD, который вышел несколькими годами позже, в 1993 году.